# Nederlandse Rode Lijst (vissen)
De Rode Lijsten worden regelmatig, bijvoorbeeld eens in de 10 jaar, bijgewerkt. Minister Cees Veerman van Landbouw, Natuur en Voedselkwaliteit heeft op 5 november 2004 de toenmalige Rode Lijsten voor bedreigde dier- en plantensoorten vastgesteld.
In de op 5 november 2004 vastgestelde Rode Lijst voor vissen zijn voor het eerst ook de zoutwatervissen opgenomen en is de naamgeving van de soorten aangepast.
Voorts is een zevental soorten geschrapt uit de lijst. Dit betreft de soorten elft, houting, paling, rivierprik, Atlantische zalm, zeeforel en zeeprik. Deze soorten voldoen niet aan de criteria voor plaatsing van een soort op een Rode Lijst. Op de Rode Lijsten staan ook alleen maar soorten die zich in Nederland voortplanten, dus geen trekvissen (zoals zalm en paling).
Plaatsing op de Rode Lijst betekent niet automatisch dat de soort beschermd is. Daarvoor is opname van de soort in de Flora- en faunawet nodig. De Rode Lijsten hebben daarvoor een belangrijke signaalfunctie.
Op de Rode Lijsten staan, naast de bedreigde soorten, beschermingsmaatregelen om deze soorten weer in aantal te laten toenemen. Doordat overheden en terreinbeherende organisaties bij hun beleid en beheer rekening houden met de Rode Lijsten wordt gehoopt dat van de nu bedreigde soorten er over tien jaar een aantal niet meer bedreigd zal zijn en dus van de Rode Lijst afgevoerd kan worden.
Op 15 oktober 2015 werd de nieuwe Rode Lijst Vissen door Staatssecretaris Sharon Dijksma van Economische zaken in de Staatscourant gepubliceerd. De lijst is gebaseerd op publicaties van RAVON, IMARES en ANEMOON & Ecosub. De bescherming wordt van kracht per 1 januari 2016.
Op de nieuwe rode lijst zijn achttien soorten niet meer opgenomen omdat ze in mindere mate bedreigd zijn (in tabel aangeduid als nvt):
- Adderzeenaald (was bedreigd)
- Ansjovis (was gevoelig)
- Bittervoorn (was kwetsbaar)
- Botervis (was kwetsbaar)
- Driedradige meun (was kwetsbaar)
- Gevlekte gladde haai (was gevoelig)
- Gevlekte griet (was gevoelig)
- Glasgrondel (was ernstig bedreigd)
- Grote koornaarvis (was bedreigd)
- Kleine slakdolf (was gevoelig)
- Pijlstaartrog (was ernstig bedreigd)
- Ruwe haai (was kwetsbaar)
- Steur (was verdwenen)
- Vetje (was kwetsbaar)
- Vlagzalm (was verdwenen)
- Winde (was gevoelig)
- Zeepaardje (was in het wild verdwenen)
- Zwarte grondel (was gevoelig)

Daar tegenover zijn vijfentwintig nieuwe soorten opgenomen waarvan de mate van bedreiging is toegenomen:
- Alver (is kwetsbaar)
- Beekdonderpad (is gevoelig)
- Doornhaai (is ernstig bedreigd)
- Dwergbolk (is gevoelig)
- Dwergbot (is gevoelig)
- Geep (is bedreigd)
- Gevlekte rog (is ernstig bedreigd)
- Horsmakreel (is kwetsbaar)
- Houting (is gevoelig)
- Kabeljauw (is gevoelig)
- Kleine koornaarvis (is gevoelig)
- Kortsnuitzeepaardje (is gevoelig)
- Makreel (is kwetsbaar)
- Puitaal (is kwetsbaar)
- Rivierdonderpad (is kwetsbaar)
- Rivierprik (is gevoelig)
- Slakdolf (is kwetsbaar)
- Spiering (is kwetsbaar)
- Steenslijmvis (is gevoelig)
- Tongschar (is gevoelig)
- Vleet (is verdwenen)
- Wijting (is gevoelig)
- Zeeprik (is gevoelig)
- Zuignapvis (is gevoelig)
- Zwartooglipvis (is gevoelig)

Verder is van tien soorten de mate van bedreiging aangepast (zie de tabel).
Er worden op de Rode Lijst Vissen zes categorieën onderscheiden (van de acht uit de Nederlandse systematiek voor rode lijsten):
- verdwenen uit Nederland
- in het wild verdwenen uit Nederland
- ernstig bedreigd
- bedreigd
- kwetsbaar
- gevoelig

| Nederlandse naam     | Wetenschappelijke naam        | Status 2004           | Status 2015      |
| -------------------- | ----------------------------- | --------------------- | ---------------- |
| Adderzeenaald        | Entelurus aequoreus           | bedreigd              | nvt              |
| Alver                | Alburnus alburnus             | nvt                   | kwetsbaar        |
| Ansjovis             | Engraulis encrasicolus        | gevoelig              | nvt              |
| Barbeel              | Barbus barbus                 | bedreigd              | kwetsbaar        |
| Beekdonderpad        | Cottus rhenanus               | nvt                   | gevoelig         |
| Beekforel            | Salmo trutta ssp. fario       | verdwenen             | bedreigd         |
| Beekprik             | Lampetra planeri              | bedreigd              | bedreigd         |
| Bittervoorn          | 'Rhodeus sericeus ssp. amarus | kwetsbaar             | nvt              |
| Botervis             | Pholis gunnellus              | kwetsbaar             | nvt              |
| Doornhaai            | Squalus acanthias             | nvt                   | ernstig bedreigd |
| Driedradige meun     | Gaidropsarus vulgaris         | kwetsbaar             | nvt              |
| Dwergbolk            | Trisopterus minutus           | nvt                   | gevoelig         |
| Dwergbot             | Phrynorhombus norvegicus      | nvt                   | gevoelig         |
| Elrits               | Phoxinus phoxinus             | bedreigd              | gevoelig         |
| Fint                 | Alosa fallax                  | verdwenen             | verdwenen        |
| Geep                 | Belone belone                 | nvt                   | bedreigd         |
| Gestippelde alver    | Alburnoides bipunctatus       | gevoelig              | kwetsbaar        |
| Gevlekte gladde haai | Mustelus asterias             | gevoelig              | nvt              |
| Gevlekte griet       | Zeugopterus punctatus         | gevoelig              | nvt              |
| Gevlekte rog         | Raja montagui                 | nvt                   | ernstig bedreigd |
| Glasgrondel          | Aphia minuta                  | ernstig bedreigd      | nvt              |
| Grote koornaarvis    | Atherina presbyter            | bedreigd              | nvt              |
| Grote modderkruiper  | Misgurnus fossilis            | kwetsbaar             | kwetsbaar        |
| Grote pieterman      | Trachinus draco               | bedreigd              | ernstig bedreigd |
| Horsmakreel          | Trachurus trachurus           | nvt                   | kwetsbaar        |
| Houting              | Coregonus oxyrinchus          | nvt                   | gevoelig         |
| Kabeljauw            | Gadus morhua                  | nvt                   | gevoelig         |
| Kleine koornaarvis   | Atherina boyeri               | nvt                   | gevoelig         |
| Kleine slakdolf      | Liparis montagui              | gevoelig              | nvt              |
| Kopvoorn             | Squalius cephalus             | kwetsbaar             | kwetsbaar        |
| Kortsnuitzeepaardje  | Hippocampus hippocampus       | nvt                   | gevoelig         |
| Kroeskarper          | Carassius carassius           | kwetsbaar             | kwetsbaar        |
| Kwabaal              | Lota lota                     | bedreigd              | ernstig bedreigd |
| Makreel              | Scomber scombrus              | nvt                   | kwetsbaar        |
| Pijlstaartrog        | Dasyatis pastinaca            | ernstig bedreigd      | nvt              |
| Puitaal              | Zoarces viviparus             | nvt                   | kwetsbaar        |
| Rivierdonderpad      | Cottus perifretum             | nvt                   | kwetsbaar        |
| Rivierprik           | Lampetra fluviatilis          | nvt                   | gevoelig         |
| Ruwe haai            | Galeorhinus galeus            | kwetsbaar             | nvt              |
| Serpeling            | Leuciscus leuciscus           | kwetsbaar             | kwetsbaar        |
| Slakdolf             | Liparis liparis               | nvt                   | kwetsbaar        |
| Sneep                | Chondrostoma nasus            | bedreigd              | kwetsbaar        |
| Spiering             | Osmerus eperlanus             | nvt                   | kwetsbaar        |
| Steenslijmvis        | Lipophrys pholis              | nvt                   | gevoelig         |
| Stekelrog            | Raja clavata                  | kwetsbaar             | bedreigd         |
| Steur                | Acipenser sturio              | verdwenen             | nvt              |
| Tongschar            | Microstomus kitt              | nvt                   | gevoelig         |
| Trompetterzeenaald   | Syngnathus typhle             | verdwenen             | verdwenen        |
| Vetje                | Leucaspius delineatus         | kwetsbaar             | nvt              |
| Vlagzalm             | Thymallus thymallus           | verdwenen             | nvt              |
| Vleet                | Dipturus batis                | nvt                   | verdwenen        |
| Vorskwab             | Raniceps raninus              | gevoelig              | bedreigd         |
| Wijting              | Merlangius merlangus          | nvt                   | gevoelig         |
| Winde                | Leuciscus idus                | gevoelig              | nvt              |
| Zeepaardje           | Hippocampus ramulosus         | in het wild verdwenen | nvt              |
| Zeeprik              | Petromyzon marinus            | nvt                   | gevoelig         |
| Zeestekelbaars       | Spinachia spinachia           | ernstig bedreigd      | verdwenen        |
| Zuignapvis           | Diplecogaster bimaculata      | nvt                   | gevoelig         |
| Zwarte grondel       | Gobius niger                  | gevoelig              | nvt              |
| Zwartooglipvis       | Symphodus melops              | nvt                   | gevoelig         |